# Mitsubishi Debonair
Mitsubishi Debonair  (яп. 三菱・デボネア, укр. Міцубісі Дебонейр) — представницькі седани для внутрішнього японського ринку, що виготовлялися компанією Mitsubishi з 1964 по 1999 рік.
Англійською Debonair означає «дружній, ввічливий, веселий».

## Перше покоління

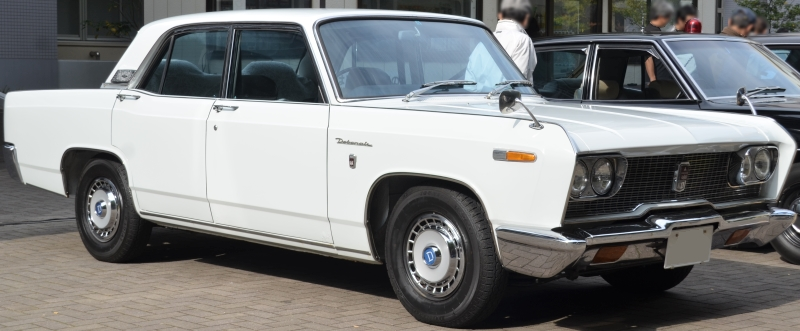
Mitsubishi Debonair І

В 1964 році почалося виробництво Mitsubishi Debonair першого покоління. Це був задньоприводний седан з рядним шестициліндровим двигуном 2,0 л KE64 потужністю 105 к.с. Автомобіль створений з оглядом на американську школу дизайну.

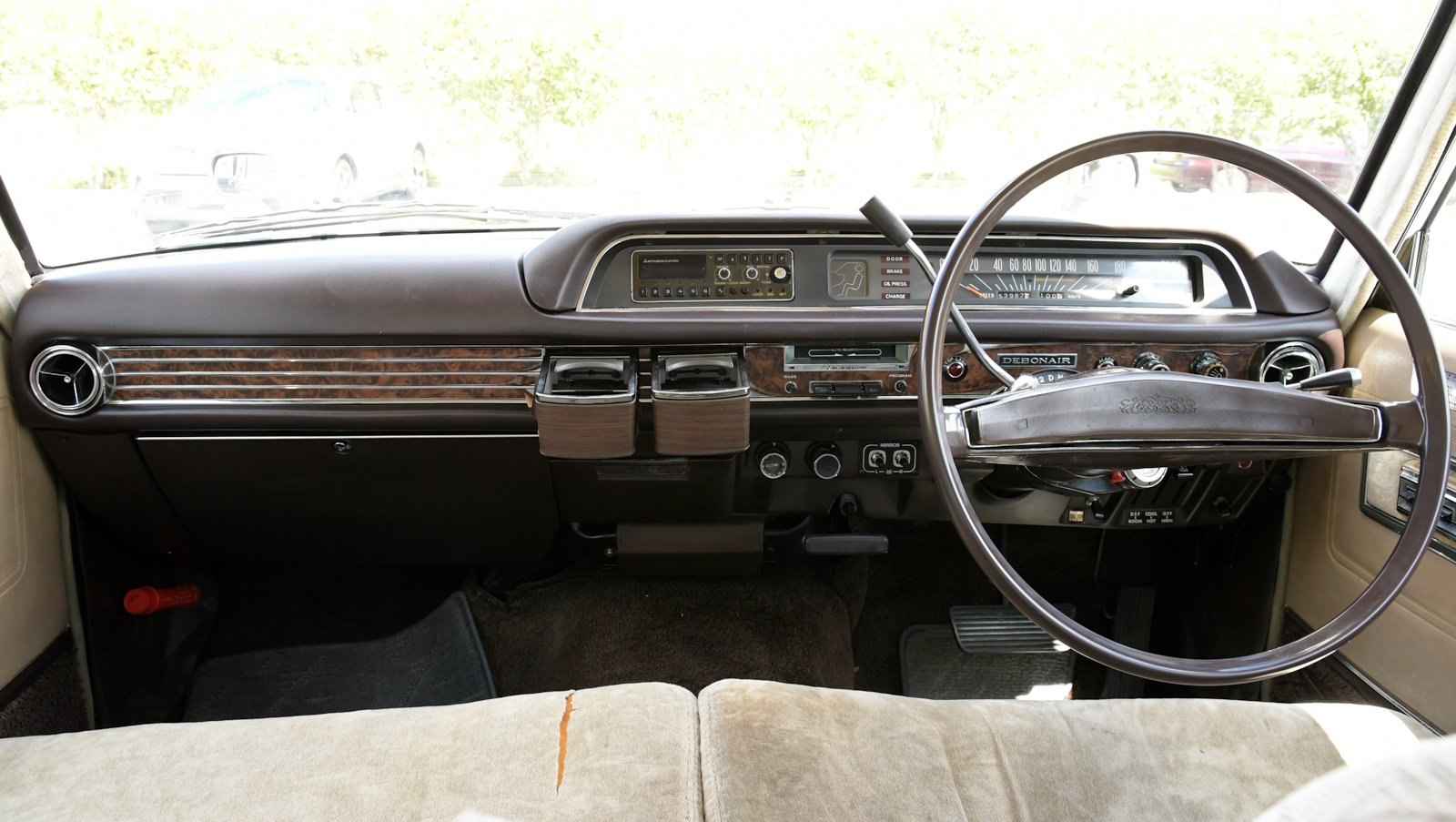

В 1970 році на автомобіль почали встановлювати новий рядний шестициліндровий двигун 2,0 л 6G34 потужністю 120-130 к.с., який замінив попередній агрегат.
В 1976 році двигун 2,0 л 6G34 замінили на рядний чотирициліндровий двигун 2,6 л 4G54 потужністю 131 к.с.

### Двигуни
- 2.0L KE64 I6 (1964–1970)
- 2.0L 6G34 I6 (1970–1976)
- 2.6L 4G54 I4 (1976–1986)

## Друге покоління

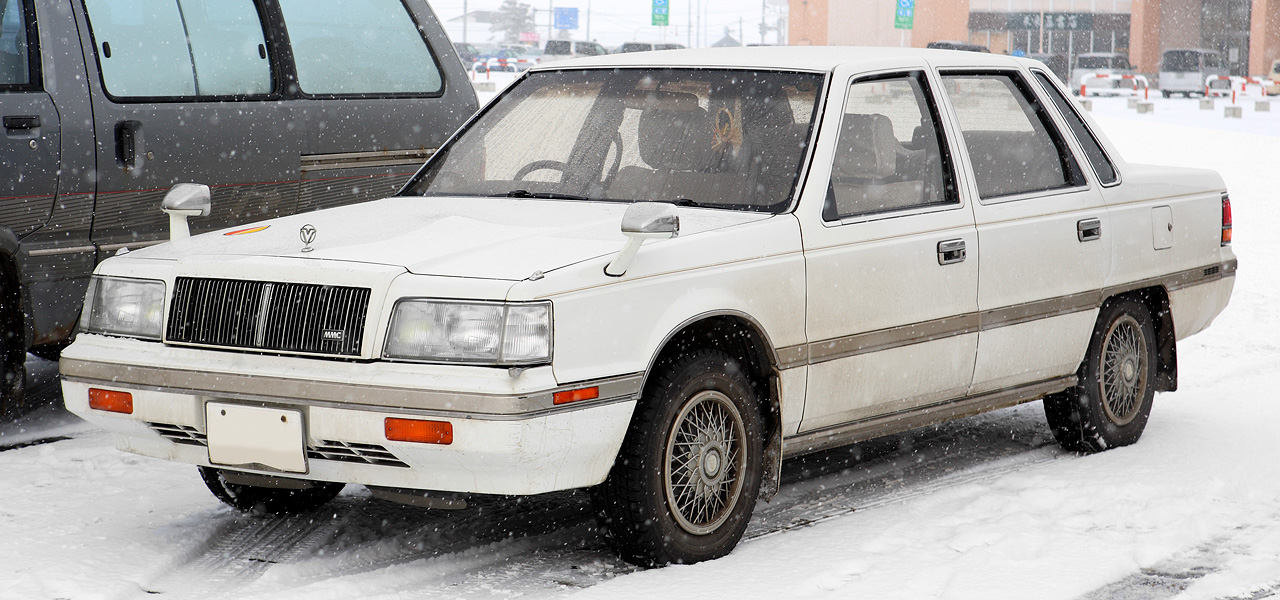
Mitsubishi Debonair ІІ

В 1986 році дебютувало друге покоління Debonair з переднім приводом. На автомобілі вперше з'явились двигуни V6 об'ємом 2,0 і 3,0 літри. В 1987 році двигун 2,0 отримав модифікацію з компресором.
У Японії пропонувалась модель перероблена компанією AMG під назвою Mitsubishi Debonair V 3000 AMG Royal, переробка моделі зводилась виключно до оновленого зовнішнього вигляду і не торкалась технічної частини автомобіля.
Починаючи з другого покоління Debonair на південнокорейському ринку пропонується під маркою Hyundai Grandeur.

### Двигуни
- 2.0 L 6G71 V6 SOHC
- 3.0 L 6G72 V6 SOHC
- 3.0 L 6G72 V6 DOHC

## Третє покоління

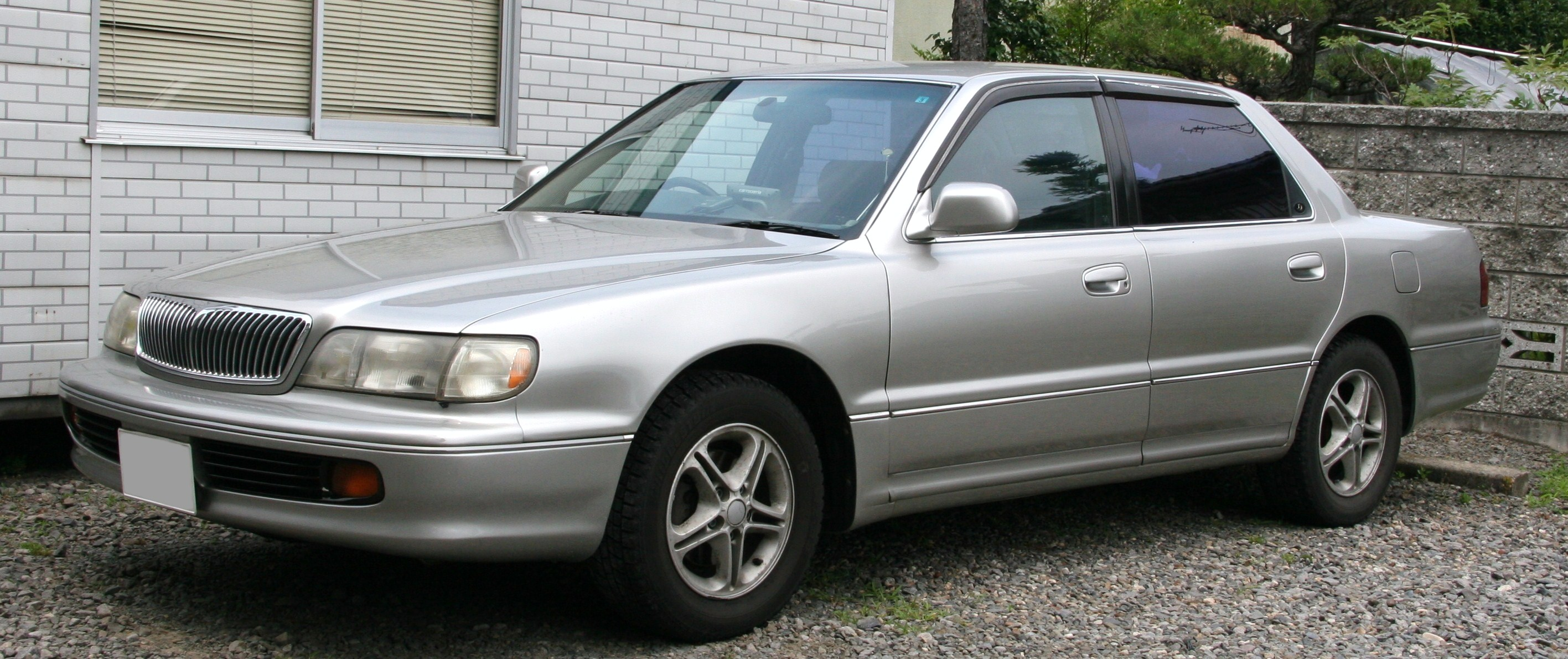
Mitsubishi Debonair ІІІ

Третє покоління моделі дебютувало в 1992 році, воно стало довше і ширше, ніж її попередники. Передньоприводний автомобіль отримав більш широкий асортимент доступних двигунів, який на додаток тепер отримав новий 3,5 л 6G74 DOHC V6 потужністю 260 к.с. (191 кВт) і включив більшу частину нових технологій компанії Mitsubishi, в тому числі всі керовані колеса, ABS, напів-активна система підвіски, камера заднього виду, GPS - навігатор, перший в світі адаптивний круїз-контроль і систему стеження за відпрацьованими газами. Автомобіль позиціонувався як флагманський і стояв на сходинку вище від Mitsubishi Diamante.

### Двигуни
- 2.5 L 6G73 V6
- 3.0 L 6G72 V6 зріджений газ
- 3.5 L 6G74 V6